# Serguei Kovaliov
Serguei Adàmovitx Kovaliov (de vegades transcrit Kovalev; rus: Серге́й Ада́мович Ковалёв; Serèdina-Buda, RSS d'Ucraïna, 2 de març de 1930 – Moscou, 9 d'agost de 2021) va ser un activista rus dels drets humans, polític i dissident i pres polític soviètic.

## Primers anys i arrest
Kovaliov va néixer a la ciutat de Serèdina-Buda actual Ucraïna, prop de Sumi. El 1932, la seva família es va traslladar al poble de Podlipki, prop de Moscou. El 1954, es va graduar a la Universitat Estatal de Moscou. Se li va concedir un doctorat en biofísica en 1964. Com a biofísic, Kovaliov és autor de més de 60 publicacions científiques. Des de mitjans de la dècada de 1950, es va oposar a les teories de Trofim Lissenko, afavorides pel governant Partit Comunista de la Unió Soviètica. Va participar en l'estudi de les membranes cel·lulars, i és especialista en el camp de les xarxes neuronals.
Kovaliov va formar part d'un grup d'activistes que va establir el Grup d'Acció per a la Defensa dels Drets Humans a l'URSS el 1969, el primer òrgan independent de la Unió Soviètica.:343 Els 14 membres del grup i 38 partidaris van signar la seva apel·lació a la Comissió de Drets Humans de l'ONU i un cert nombre d'ells també es varen involucrar enió s'està involucrant en el butlletí sobre els drets humans anomenat Crònica dels esdeveniments actuals (1968-1983), una publicació clandestina de Samizdat. Els membres del Grup d'Acció es van trobar sota la pressió de les autoritats i van cessar les seves activitats.
En 1969, es va signar una apel·lació al Comitè de l'ONU per als Drets Humans. Kovaliov va signar declaracions i apel·lacions en defensa de Vladímir Bukovski, Mustafà Djemílev, Piotr Grigorenko, Víktor Khàustov, Víktor Nekipélov, Leonid Pliusx, Iuri Xikhanóvitx, Aleksandr Soljenitsin i Gabriel Superfín.
Després de la detenció de Piotr Iakir, la Crònica no va aparèixer durant més d'un any. El 7 de maig de 1974 Kovaliov, Tatiana Velikànova i Tatiana Khodoróvitx van donar una conferència de premsa per als periodistes estrangers, i declararen la seva voluntat de renovar la publicació del butlletí i la distribució de tres números posposats. A conseqüència d'això, Serguei Kovaliov va ser detingut a Moscou aquell mateix any, el 27 de desembre de 1974, jutjat a Vílnius, i acusat d'"agitació i propaganda antisoviètica" (article 70 del Сodi penal de la RSFSR). Va complir condemna durant set anys en establiments penitenciaris per a presos polítics –el gulag de Perm 36 i la presó de Txístopol– seguit de tres anys d'exili intern a Kolimà a l'Extrem Orient soviètic. Al seu retorn, es va establir a Kalinin (ara Tver). Es va traslladar a Moscou el 1987.

## Durant la perestroika
Durant la perestroika iniciada per Mikhaïl Gorbatxov, a Kovaliov se li va permetre tornar a Moscou. En aquest període, va continuar el seu activisme i va participar en la fundació de diverses organitzacions humanitàries i iniciatives clau:
- La societat dels drets humans Memorial, dedicada a la memòria i la rehabilitació de les víctimes de la repressió política a la Unió Soviètica. Kovaliov n'ha estat el seu copresident des de 1990.
- La branca de Moscou d'Amnistia Internacional.
- La Conferència Internacional Humanitària (desembre de 1987)
- Club de premsa "glàsnost"

El 1989, Andrei Sakhàrov el va recomanar com a codirector del Grup de projecte per a la defensa dels drets humans, anomenat més tard Grup dels drets humans russoamericà.

## Rússia post-soviètica

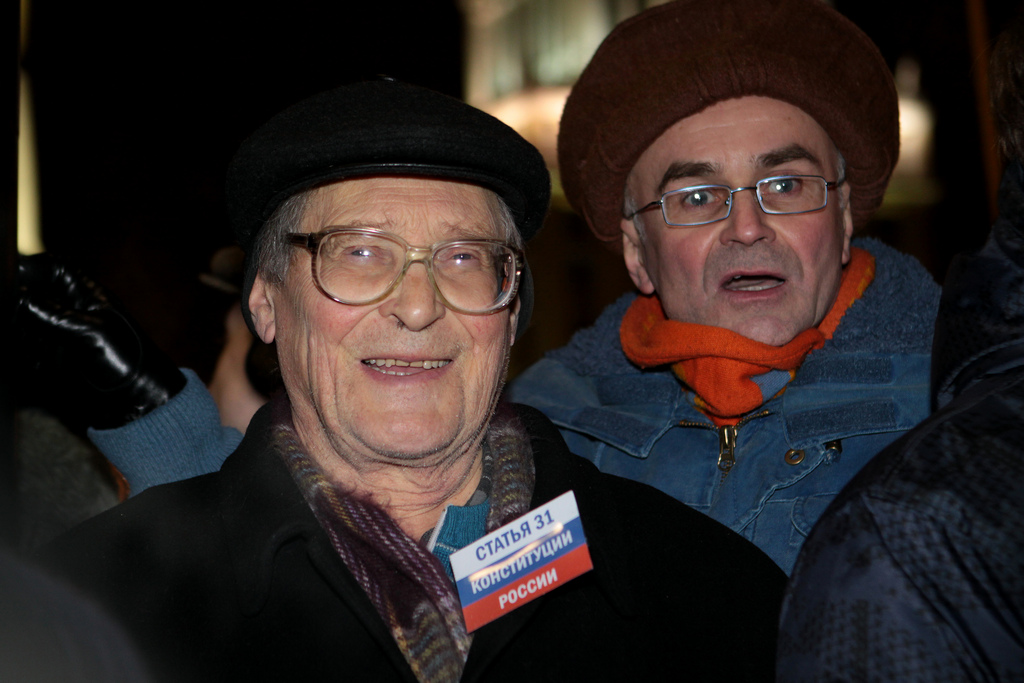
Kovaliov a la manifestació promoguda per Estratègia 31 en defensa de l'article 31 (llibertat de reunió) de la Constitució de Rússia. Moscou, 31 de gener del 2010

Després de la dissolució de la Unió Soviètica, Kovaliov va centrar la seva atenció en la política oficial. El gener de 1991, va ser coautor de la Declaració dels drets humans i civils a Rússia i va ser un important contribuent a l'article 2 (Drets i llibertats de l'home i del ciutadà) de la Constitució de Rússia.
De 1990 a 1993, fou elegit diputat popular a la Federació Russa, i un membre del Presidium del Sóviet Suprem de la Federació de Rússia. Fou president de la Comissió de Drets Humans del President i Comissionat de Drets Humans per al Parlament rus, la Duma Estatal.
De 1993 fins aL 2003, Kovaliov fou diputat de la Duma Estatal de Rússia. De 1996 a 2003 va ser també membre de la delegació russa a l'Assemblea Parlamentària del Consell d'Europa i membre del Comitè de l'Assemblea d'Afers Jurídics i Drets Humans.
El 1993, va ser cofundador del moviment i, més tard, partit polític Elecció de Rússia (rus: Выбор России), anomenat posteriorment Opció Democràtica de Rússia (rus: Демократический выбор России).
Des de 1994, Kovaliov, llavors assessor de drets humans de Ieltsin, s'ha oposat públicament a la participació militar de Rússia a Txetxènia, s'ha oposat sistemàticament a violacions dels drets humans durant la guerra, ha advocat pel cessament de les hostilitats i la resolució de conflictes per mitjans pacífics. Des de Grozni, va presenciar i documentar les realitats de la Primera Guerra de Txetxènia. Els seus informes diaris a través del telèfon i de la televisió galvanitzaren l'opinió pública russa contra la guerra. Pel seu activisme, va ser remogut del seu càrrec a la Duma en 1995. El 1994, va rebre el Premi Homo Homini pel seu activisme dels drets humans, atorgat pel grup txec Člověk v tísni.
Serguei Kovaliov va ser acusat pel general rus Tróixev, que durant la batalla de Grozni, Kovaliov va oferir la rendició als soldats russos. Va prometre que la seva vida, salut i honor serien preservats. Però la majoria dels que es van rendir van ser assassinats. No obstant això, el general Tróixev és l'única font d'aquesta informació. El nacionalista rus Aleksandr Prokhànov en el seu diari Zavtra també va acusar Kovaliov de maltractament de la mare del soldat Ievgueni Rodiónov, Liubov Vassílievna. Segons Prokhànov, ella va demanar l'ajuda de Kovaliov en la recerca del seu fill segrestat i posteriorment assassinat el 1996, però aquest va cridar com a resposta: "Per què has vingut a mi? Has criat un assassí".
Kovaloov ha estat un obert crític de les tendències autoritàries en les administracions de Borís Ieltsin i Vladímir Putin. El 1996, va renunciar a ser el cap de la Comissió Presidencial de Drets humans de Ieltsin, després d'haver publicat un carta oberta a Ieltsin, on Kovaliov acusava el president de renunciar als principis democràtics. El 2002, es va organitzar una comissió pública per investigar les explosions d'edificis d'apartaments de Moscou (la Comissió Kovaliov)), que fou paralitzada a la pràctica després que un dels seus membres, Serguei Iuixenkov, fos assassinat, un altre membre, Iuri Sxekotxikhin, presumptament enverinat amb tal·li, i els seus assessor legals i investigador, Mikhaïl Trepaixkin, detingut.
El 2005, va participar en Ells van triar la llibertat, un documental de televisió de quatre parts sobre la història del moviment dissident soviètic.
El març de 2010, Kovaliov va signar el manifest anti-Putin en línia de l'oposició de Rússia "Putin ha de marxar".

## Obres

### Llibres
- Der Flug des weißen Raben: von Sibirien nach Tschetschenien: eine Lebensreise (en alemany).  Rowohlt Berlin, 1997. ISBN 3871342564.
- Russlands schwieriger Weg und sein Platz in Europa (en alemany).  Jena: Collegium Europaeum Jenense an der Friedrich-Schiller Universität Jena, 1999. ISBN 3933159059.
- Hood, Roger; Kovalov, Serguei The death penalty: abolition in Europe.  Estrasburg: Publicacions del Consell d'Europa, 1999. ISBN 9287138745.
- Прагматика политического идеализма (en rus).  Moscou: Институт прав человека, 1999. OCLC 162477430.
- Мир, страна, личность (en rus).  Moscou: Изограф, 2000. ISBN 5871130852.

### Articles
- «Death in Chechnya». The New York Review of Books, 08-06-1995.
- «How the West should not to react to events in Russia?». Transition [Praga], 1, 9, 09-06-1995, pàg. 42–43.
- «Human rights: old griefs revisited». Index on Censorship, 25, 3, 1996, pàg. 54–58. DOI: 10.1080/03064229608536075.
- «A letter of resignation». The New York Review of Books, 29-02-1996.
- «On the New Russia». The New York Review of Books, 18-04-1996.
- «Открытое письмо Сергея Ковалева Б.Н.Ельцину и А.И.Лебедю» (en rus), 15-07-1996.
- «Human rights were the big losers in Russia's election». New Perspectives Quoterly, 13, 22-06-1996, pàg. 39–40. Arxivat de l'original el 17 de novembre 2015 [Consulta: 3 febrer 2017]. Arxivat 17 de novembre 2015 a Wayback Machine.
- «Russia after Chechnya». The New York Review of Books, 17-07-1997, pàg. 27–31.
- «Andrei Dmitrievich Sakharov: meeting the demands of reason». Izvéstia, 21-05-1998 [Consulta: 3 febrer 2017]. Arxivat 23 de febrer 2016 a Wayback Machine.
- «Russia – Murder incorporated». Index on Censorship, 28, 1, 1999, pàg. 96–97.
- «Men and messiahs». Index on Censorship, 29, 4, 2000, pàg. 30–31. DOI: 10.1080/03064220008536757.
- «Putin's war». The New York Review of Books, 10-02-2000.
- «The Putin put-on». The New York Review of Books, 09-08-2001.
- «Why Putin wins». The New York Review of Books, 22-11-2007.
- «Éthique et "RealPolitik"» (en francès). La Revue Russe, 33, 1, 2009, pàg. 25–30. DOI: 10.3406/russe.2009.2382.
- «За идеал ответишь? Об ответственности интеллектуалов: пора резко противопоставить чувство собственного достоинства так называемой real politics» (en rus). Novaia Gazeta, 15-07-2009.
- «О тщеславии и вранье. Ответ с переходом на личности» (en rus). Novaia Gazeta, 14-10-2013.
- «"В нынешних конфликтах стороны всегда ищут опору в понятии «патриотизм". Лекция Сергея Адамовича Ковалева на собственном юбилее в международном центре "Мемориал"» (en rus). Novaia Gazeta, 11-03-2015.
- «Открытое письмо Сергея Ковалева» (en rus). Novaia Gazeta, 15-06-2015.
- «Тень ГУЛАГа» (en rus), 05-05-2015.